# Navickienė
Navickienė ist ein litauischer weiblicher Familienname einer verheirateten Frau.

## Herkunft
Der Familienname ist eine Form des  männlichen Familiennamen Navickas, abgeleitet vom belarussischen Familiennamen Навіцкі Nawizki (russisch Новицкий Nowizki); russ. новый bedeutet 'neu'. 

## Namensträgerinnen
- Monika Navickienė (* 1981),  Politikerin